# Орли змияри
Орлите змияри (Circaetus) са средно големи дневни грабливи птици от семейство Ястребови (Accipitridae).

## Разпространение
В България се среща единствено видът Орел змияр (Circaetus gallicus).

## Начин на живот и хранене
Хранят се предимно със змии и други влечуги.

## Размножаване
Моногамни птици.

## Допълнителни сведения
На територията на България Орела змияр (Circaetus gallicus) е защитен от закона вид.

## Списък на видовете
- род Circaetus -- Орли змияри
  - Circaetus cinerascens
  - Circaetus cinereus
  - Circaetus fasciolatus
  - Circaetus gallicus – Орел змияр
  - Circaetus pectoralis